# 第68回菊花賞
2007年10月21日に施行されたの第68回菊花賞について記述する。

## レース施行前の状況
第74回東京優駿を制したウオッカは、第12回秋華賞に出走し、2004年以来3年ぶりにダービー馬不在で行われた。
第56回ラジオNIKKEI賞を制したロックドゥカンブなどは、後述の第61回セントライト記念を経て本競走に出走。
前年の2歳王者のドリームジャーニー、第74回東京優駿2着のアサクサキングス、第67回皐月賞を制したヴィクトリー、第41回共同通信杯など重賞3勝を制したフサイチホウオー、第14回青葉賞を制したヒラボクロイヤル、第55回京都新聞杯を制したタスカータソルテ、当年の阿寒湖特別を制したホクトスルタンなどは、後述の第55回神戸新聞杯を経て本競走に出走。
その他の路線からは、第47回京成杯を制したサンツェッペリンは第53回オールカマーで9着後に、第42回京都大賞典で3着となったアルナスラインらが出走した。

### トライアルの結果
第61回セントライト記念
| 着順 | 競走馬名           | 性齢 | 騎手     | タイム | 着差     |
| ---- | ------------------ | ---- | -------- | ------ | -------- |
| 1    | ロックドゥカンブ   | 牡3  | 柴山雄一 | 2:12.0 |          |
| 2    | ゴールデンダリア   | 牡3  | 柴田善臣 | 2:12.2 | 1馬身1/4 |
| 3    | スクリーンヒーロー | 牡3  | 木幡初広 | 2:12.7 | 3馬身    |

第55回神戸新聞杯
| 着順 | 競走馬名           | 性齢 | 騎手     | タイム | 着差    |
| ---- | ------------------ | ---- | -------- | ------ | ------- |
| 1    | ドリームジャーニー | 牡3  | 武豊     | 2:24.7 |         |
| 2    | アサクサキングス   | 牡3  | 四位洋文 | 2:24.8 | 1/2馬身 |
| 3    | ヴィクトリー       | 牡3  | 岩田康誠 | 2:25.1 | 2馬身   |

出走可能頭数18頭に対し22頭の出馬投票があった。トライアルで優先出走権を獲得した上記の6頭のうちゴールデンダリアとスクリーンヒーローは怪我のため出走を回避した。優先出走権を持つ4頭と収得賞金上位12頭の計16頭と、収得賞金900万円の6頭のうち2頭が抽選により出走となった。10月18日に行われた抽選の結果、ウエイクアイランド、エーシンダードマンの2頭が抽選を突破し、サンライズマックス、タガノファントム、トーセンアーチャー、マルモコウテイの4頭が非当選馬として出走できなかった。

## 出走馬と枠順
| 枠番 | 馬番 | 競走馬名           | 性齢 | 騎手       | オッズ        | 調教師     |
| ---- | ---- | ------------------ | ---- | ---------- | ------------- | ---------- |
| 1    | 1    | ヒラボクロイヤル   | 牡3  | 武幸四郎   | 29.7（11人）  | 大久保龍志 |
| 1    | 2    | ウエイクアイランド | 牡3  | 幸英明     | 118.2（17人） | 堀宣行     |
| 2    | 3    | ブルーマーテル     | 牡3  | 田中博康   | 83.6（15人）  | 菅原泰夫   |
| 2    | 4    | ロックドゥカンブ   | 牡3  | 柴山雄一   | 3.5（1人）    | 堀宣行     |
| 3    | 5    | エーシンダードマン | 牡3  | 角田晃一   | 39.5（12人）  | 大久保龍志 |
| 3    | 6    | コートユーフォリア | 牡3  | 川田将雅   | 164.7（18人） | 岡田稲男   |
| 4    | 7    | タスカータソルテ   | 牡3  | 福永祐一   | 23.6（10人）  | 藤原英昭   |
| 4    | 8    | マンハッタンスカイ | 牡3  | 小牧太     | 52.8（13人）  | 浅見秀一   |
| 5    | 9    | サンツェッペリン   | 牡3  | 松岡正海   | 18.9（8人）   | 斎藤誠     |
| 5    | 10   | アサクサキングス   | 牡3  | 四位洋文   | 8.4（4人）    | 大久保龍志 |
| 6    | 11   | フサイチホウオー   | 牡3  | 安藤勝己   | 11.2（5人）   | 松田国英   |
| 6    | 12   | アルナスライン     | 牡3  | 和田竜二   | 11.4（6人）   | 松元茂樹   |
| 7    | 13   | ローズプレステージ | 牡3  | 秋山真一郎 | 64.8（14人）  | 橋口弘次郎 |
| 7    | 14   | デュオトーン       | 牡3  | 藤田伸二   | 21.8（9人）   | 池江泰寿   |
| 7    | 15   | ベイリングボーイ   | 牡3  | 渡辺薫彦   | 112.9（16人） | 田所清広   |
| 8    | 16   | ドリームジャーニー | 牡3  | 武豊       | 5.5（2人）    | 池江泰寿   |
| 8    | 17   | ホクトスルタン     | 牡3  | 横山典弘   | 12.7（7人）   | 庄野靖志   |
| 8    | 18   | ヴィクトリー       | 牡3  | 岩田康誠   | 6.7（3人）    | 音無秀孝   |

負担重量は南半球産のロックドゥカンブが55kg、他は57kg。

## レース展開
スタート後、ハナを奪ったのはマンハッタンスカイで、2番手にホクトスルタン、その後ろにサンツェッペリン、ヴィクトリー、アサクサキングスと続き、フサイチホウオーとロックドゥカンブは中団、ドリームジャーニーは最後方からの競馬となった。その後正面スタンドに入るあたりでホクトスルタンが先頭に立つ。
そのままレースは進み、最後の3コーナーで、ドリームジャーニーが一気に先団へ。1番人気ロックドゥカンブは内に入り仕掛けのタイミングが遅れた。直線では、逃げたホクトスルタンが一瞬抜け出すも、アサクサキングスとアルナスラインが交わし、2頭の叩き合いとなった。
内を突いたロックドゥカンブは3着まで。ドリームジャーニーも最後に追い込んではきたものの、5着となった。デュオトーンが不利を受けて審議になるも降着までには至らず、コートユーフォリア騎乗の川田将雅騎手に、制裁として過怠金の処分となった。

## レース結果
| 着順 | 枠番 | 馬番 | 競走馬名           | タイム | 着差     |
| ---- | ---- | ---- | ------------------ | ------ | -------- |
| 1    | 5    | 10   | アサクサキングス   | 3:05.1 |          |
| 2    | 6    | 12   | アルナスライン     | 3:05.1 | アタマ   |
| 3    | 2    | 4    | ロックドゥカンブ   | 3.05.3 | 1馬身1/2 |
| 4    | 3    | 5    | エーシンダードマン | 3.05.5 | 1馬身1/2 |
| 5    | 8    | 16   | ドリームジャーニー | 3.05.6 | 1/2馬身  |
| 6    | 8    | 17   | ホクトスルタン     | 3.05.7 | 1/2馬身  |
| 7    | 7    | 13   | ローズプレステージ | 3.05.7 | クビ     |
| 8    | 6    | 11   | フサイチホウオー   | 3.05.8 | 1/2馬身  |
| 9    | 4    | 7    | タスカータソルテ   | 3.05.9 | クビ     |
| 10   | 1    | 1    | ヒラボクロイヤル   | 3.05.9 | クビ     |
| 11   | 3    | 6    | コートユーフォリア | 3.06.2 | 1馬身3/4 |
| 12   | 7    | 14   | デュオトーン       | 3.06.4 | 1馬身1/4 |
| 13   | 2    | 3    | ブルーマーテル     | 3.06.5 | 1/2馬身  |
| 14   | 5    | 9    | サンツェッペリン   | 3.06.8 | 1馬身3/4 |
| 15   | 4    | 8    | マンハッタンスカイ | 3.06.8 | クビ     |
| 16   | 8    | 18   | ヴィクトリー       | 3.07.8 | 6馬身    |
| 17   | 7    | 15   | ベイリングボーイ   | 3.09.3 | 9馬身    |
| 18   | 1    | 2    | ウエイクアイランド | 3.09.5 | 1馬身1/4 |